# 勒菲莱
勒菲莱（法語：Le Fuilet，法語發音：[lə fɥilɛ] ⓘ）是法国曼恩-卢瓦尔省的一个旧市镇，属于绍莱区。2015年12月15日，勒菲莱和相邻的10个市镇合并为新市镇埃夫尔河畔蒙特勒沃（Montrevault-sur-Èvre）。

## 地理
勒菲莱（47°16'52"N, 1°6'57"W）面积15.43 平方千米，位于法国卢瓦尔河地区大区曼恩-卢瓦尔省，该省份为法国西部内陆省份，大致对应安茹地区，北起顺时针与马耶讷省、萨尔特省、安德尔-卢瓦尔省、维埃纳省、德塞夫勒省、旺代省、大西洋卢瓦尔省和伊勒-维莱讷省接壤。
与勒菲莱接壤的市镇（或旧市镇、城区）包括：埃夫尔河畔拉布瓦西耶尔、布济耶、利雷、勒皮塞-多雷、圣克里斯托夫-拉库普里、圣洛朗德索泰勒、莫日地区圣雷米。
勒菲莱的时区为UTC+01:00、UTC+02:00（夏令时）。

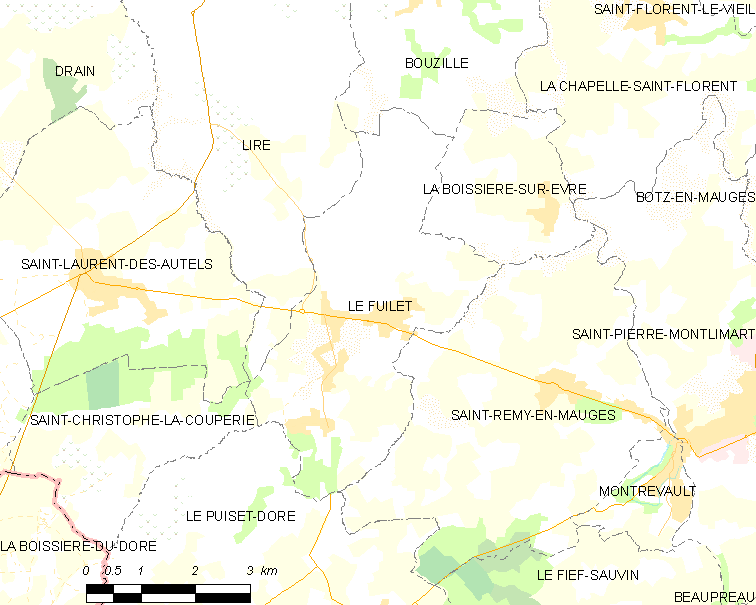
勒菲莱的OSM定位图

## 行政
勒菲莱的邮政编码为49270，INSEE市镇编码为49145。

## 政治
勒菲莱所属的省级选区为莫日地区博普雷欧县。

## 人口

1962-2008年间勒菲莱人口变化图示

勒菲莱于2018年1月1日时的人口数量为1907人。